# South Wales East (région électorale du Senedd)
Pour les articles homonymes, voir South Wales East.
South Wales East est une région électorale de l'Assemblée nationale du pays de Galles, composée de huit circonscriptions. La région élit 12 membres, huit membres de circonscription directement élus et quatre membres supplémentaires. La région électorale a été utilisée pour la première fois en 1999, lors de la création de l'Assemblée du pays de Galles.
Chaque circonscription élit un membre de l'Assemblée par le système uninominal majoritaire, et la région dans son ensemble élit quatre membres de l'Assemblée supplémentaires ou complémentaires, afin de créer un certain degré de représentation proportionnelle. Les sièges supplémentaires sont attribués à partir des listes fermées par la méthode d'Hondt, les résultats des circonscriptions étant pris en compte dans l'allocation.

## Frontières du comté
La région couvre l'ensemble du comté préservé de Gwent, et une partie du comté préservé de Mid Glamorgan. Le reste de Mid Glamorgan est divisé entre les régions électorales de South Wales Central et South Wales East. 

## Profil de la région électorale
La région est l'une des plus contrastes; il comprend la ville de Newport, ainsi que la ville de Caerphilly. Il prend également dans l'ancienne ville minière ouvrière de Merthyr Tydfil, l'une des villes les plus démunies du Royaume-Uni, mais aussi rural Monmouthshire, l'une des parties les plus riches du pays de Galles.

## Circonscription
Les huit circonscriptions porte les noms et les limites des circonscriptions électorales de la Chambre des communes du Parlement du Royaume-Uni (Westminster):
| Circonscription            | 2016 Résulta | 2016 Résulta                         | Comté préservé                                  |
| -------------------------- | ------------ | ------------------------------------ | ----------------------------------------------- |
| Blaenau Gwent              |              | Alun Davies Labour                   | Entièrement dans Gwent                          |
| Caerphilly                 |              | Hefin David Labour                   | Entièrement dans Gwent                          |
| Islwyn                     |              | Rhianon Passmore Labour              | Entièrement dans Gwent                          |
| Merthyr Tydfil and Rhymney |              | Dawn Bowden Labour                   | Partiellement Gwent Partiellement Mid Glamorgan |
| Monmouth                   |              | Nick Ramsay Conservateur             | Entièrement dans Gwent                          |
| Newport East               |              | John Griffiths Labour & Co-operative | Entièrement dans Gwent                          |
| Newport West               |              | Jayne Bryant Labour                  | Entièrement dans Gwent                          |
| Torfaen                    |              | Lynne Neagle Labour                  | Entièrement dans Gwent                          |

## Membres de l'Assemblée

### Circonscription AMs
| Term | Élection | Blaenau Gwent          | Blaenau Gwent               | Caerphilly             | Caerphilly        | Islwyn            | Islwyn             | Merthyr Tydfil and Rhymney | Merthyr Tydfil and Rhymney | Monmouth | Monmouth                 | Newport East | Newport East         | Newport West | Newport West          | Torfaen | Torfaen            |
| ---- | -------- | ---------------------- | --------------------------- | ---------------------- | ----------------- | ----------------- | ------------------ | -------------------------- | -------------------------- | -------- | ------------------------ | ------------ | -------------------- | ------------ | --------------------- | ------- | ------------------ |
| 1er  | 1999     |                        | Peter Law (Lab) (later Ind) |                        | Ron Davies (Lab)  |                   | Brian Hancock (PC) |                            | Huw Lewis (Lab)            |          | David T. C. Davies (Con) |              | John Griffiths (Lab) |              | Rosemary Butler (Lab) |         | Lynne Neagle (Lab) |
| 2e   | 2003     | Jeffrey Cuthbert (Lab) | Peter Law (Lab) (later Ind) |                        | Irene James (Lab) |                   |                    |                            | Huw Lewis (Lab)            |          | David T. C. Davies (Con) |              | John Griffiths (Lab) |              | Rosemary Butler (Lab) |         | Lynne Neagle (Lab) |
| 2e   | 2005     | Jeffrey Cuthbert (Lab) | Peter Law (Lab) (later Ind) |                        | Irene James (Lab) |                   |                    |                            | Huw Lewis (Lab)            |          | David T. C. Davies (Con) |              | John Griffiths (Lab) |              | Rosemary Butler (Lab) |         | Lynne Neagle (Lab) |
| 2e   | 2006     | Jeffrey Cuthbert (Lab) |                             | Trish Law (PV)         | Irene James (Lab) |                   |                    |                            | Huw Lewis (Lab)            |          | David T. C. Davies (Con) |              | John Griffiths (Lab) |              | Rosemary Butler (Lab) |         | Lynne Neagle (Lab) |
| 3e   | 2007     | Jeffrey Cuthbert (Lab) | Nick Ramsay (Con)           | Trish Law (PV)         | Irene James (Lab) |                   |                    |                            | Huw Lewis (Lab)            |          |                          |              | John Griffiths (Lab) |              | Rosemary Butler (Lab) |         | Lynne Neagle (Lab) |
| 4e   | 2011     | Jeffrey Cuthbert (Lab) | Nick Ramsay (Con)           |                        | Alun Davies (Lab) | Gwyn Price (Lab)  |                    |                            | Huw Lewis (Lab)            |          |                          |              | John Griffiths (Lab) |              | Rosemary Butler (Lab) |         | Lynne Neagle (Lab) |
| 5e   | 2016     | Hefin David (Lab)      | Nick Ramsay (Con)           | Rhianon Passmore (Lab) | Alun Davies (Lab) | Dawn Bowden (Lab) | Jayne Bryant (Lab) |                            |                            |          |                          |              | John Griffiths (Lab) |              |                       |         | Lynne Neagle (Lab) |

### Liste Régional AMs
N.B. Ce tableau est uniquement à des fins de présentation
| Term | Élection | AM | AM                               | AM                               | AM                  | AM                    | AM                   | AM | AM               |
| ---- | -------- | -- | -------------------------------- | -------------------------------- | ------------------- | --------------------- | -------------------- | -- | ---------------- |
| 1er  | 1999     |    | Phil Williams (PC)               |                                  | Jocelyn Davies (PC) |                       | William Graham (Con) |    | Mike German (LD) |
| 2e   | 2003     |    | Laura Anne Jones (Con)           |                                  | Jocelyn Davies (PC) |                       | William Graham (Con) |    | Mike German (LD) |
| 3e   | 2007     |    | Mohammad Asghar (PC) (later Con) |                                  | Jocelyn Davies (PC) |                       | William Graham (Con) |    | Mike German (LD) |
| 3e   | 2009     |    | Mohammad Asghar (PC) (later Con) |                                  | Jocelyn Davies (PC) |                       | William Graham (Con) |    | Mike German (LD) |
| 4e   | 2011     |    | Mohammad Asghar (PC) (later Con) | Lindsay Whittle (PC)             | Jocelyn Davies (PC) |                       | William Graham (Con) |    |                  |
| 5e   | 2016     |    | Mohammad Asghar (PC) (later Con) | Mark Reckless (UKIP) (later Con) |                     | David Rowlands (UKIP) | Steffan Lewis (PC)   |    |                  |
| 5e   | 2017     |    | Mohammad Asghar (PC) (later Con) | Mark Reckless (UKIP) (later Con) |                     | David Rowlands (UKIP) | Steffan Lewis (PC)   |    |                  |

## Assemblée galloise élection des membres supplémentaires 2016
| Parti | Parti                            | Sièges circonscription | Liste Votes (vote %) | D'Hondt Entitlement | Membres supplémentaires élus | Total Membres Élus | Déviation depuis D'Hondt Entitlement |
| ----- | -------------------------------- | ---------------------- | -------------------- | ------------------- | ---------------------------- | ------------------ | ------------------------------------ |
|       | Labour                           | 7                      | 74,424 (38.3%)       | 6                   | 0                            | 7                  | +1                                   |
|       | UKIP                             | 0                      | 34,524 (17.8%)       | 2                   | 2                            | 2                  | 0                                    |
|       | Conservateur                     | 1                      | 33,318 (17.2%)       | 2                   | 1                            | 2                  | 0                                    |
|       | Plaid Cymru                      | 0                      | 29,626 (15.3%)       | 2                   | 1                            | 1                  | -1                                   |
|       | Abolish the Welsh Assembly Party | 0                      | 7,870 (4.1%)         | 0                   | 0                            | 0                  | 0                                    |
|       | Liberal Democrats                | 0                      | 6,784 (3.5%)         | 0                   | 0                            | 0                  | 0                                    |
|       | Green                            | 0                      | 4,831 (2.5%)         | 0                   | 0                            | 0                  | 0                                    |
|       | Monster Raving Loony             | 0                      | 1,115 (0.6%)         | 0                   | 0                            | 0                  | 0                                    |
|       | TUSC                             | 0                      | 618 (0.3%)           | 0                   | 0                            | 0                  | 0                                    |
|       | Communist                        | 0                      | 492 (0.2%)           | 0                   | 0                            | 0                  | 0                                    |
|       | National Front                   | 0                      | 429 (0.2%)           | 0                   | 0                            | 0                  | 0                                    |

### Régional AMs élu 2016
| Parti | Parti        | Nom            |
| ----- | ------------ | -------------- |
|       | UKIP         | Mark Reckless  |
|       | UKIP         | David Rowlands |
|       | Conservative | Oscar Asghar   |
|       | Plaid Cymru  | Steffan Lewis  |

## Assemblée galloise élection des membres supplémentaires 2011
| Parti | Parti             | Sièges circonscription | Liste Votes (vote %) | D'Hondt Entitlement | Membres supplémentaires élus | Total Membres Élus | Déviation depuis D'Hondt Entitlement |
| ----- | ----------------- | ---------------------- | -------------------- | ------------------- | ---------------------------- | ------------------ | ------------------------------------ |
|       | Labour            | 7                      | 82,699 (45.7%)       | 7                   | 0                            | 7                  | 0                                    |
|       | Conservateur      | 1                      | 35,459 (19.6%)       | 3                   | 2                            | 3                  | 0                                    |
|       | Plaid Cymru       | 0                      | 21,851 (12.1%)       | 2                   | 2                            | 2                  | 0                                    |
|       | Liberal Democrats | 0                      | 10,798 (6.0%)        | 0                   | 0                            | 0                  | 0                                    |
|       | UKIP              | 0                      | 9,526 (5.3%)         | 0                   | 0                            | 0                  | 0                                    |
|       | BNP               | 0                      | 6,485 (3.6%)         | 0                   | 0                            | 0                  | 0                                    |
|       | Green             | 0                      | 4,857 (2.7%)         | 0                   | 0                            | 0                  | 0                                    |
|       | Socialist Labour  | 0                      | 4,427 (2.4%)         | 0                   | 0                            | 0                  | 0                                    |
|       | Welsh Christian   | 0                      | 2,441 (1.3%)         | 0                   | 0                            | 0                  | 0                                    |
|       | English Democrats | 0                      | 1,904 (1.1%)         | 0                   | 0                            | 0                  | 0                                    |
|       | Communist         | 0                      | 578 (0.3%)           | 0                   | 0                            | 0                  | 0                                    |

### Régional AMs élu 2011
| Parti | Parti        | Nom             |
| ----- | ------------ | --------------- |
|       | Conservateur | Mohammad Asghar |
|       | Conservateur | William Graham  |
|       | Plaid Cymru  | Jocelyn Davies  |
|       | Plaid Cymru  | Lindsay Whittle |

## Assemblée galloise élection des membres supplémentaires 2007[3]
| Parti | Parti             | Sièges circonscription | Liste Votes (vote %) | D'Hondt Entitlement | Membres supplémentaires élus | Total Membres Élus | Déviation depuis D'Hondt Entitlement |
| ----- | ----------------- | ---------------------- | -------------------- | ------------------- | ---------------------------- | ------------------ | ------------------------------------ |
|       | Labour            | 6                      | 67,998 (35.8%)       | 6                   | 0                            | 6                  | 0                                    |
|       | Conservateur      | 1                      | 37,935 (20.0%)       | 3                   | 1                            | 2                  | −1                                   |
|       | Plaid Cymru       | 0                      | 25,915 (13.6%)       | 2                   | 2                            | 2                  | 0                                    |
|       | Liberal Democrats | 0                      | 20,947 (11.0%)       | 1                   | 1                            | 1                  | 0                                    |
|       | BNP               | 0                      | 8,940 (4.7%)         | 0                   | 0                            | 0                  | 0                                    |
|       | Green             | 0                      | 5,414 (2.8%)         | 0                   | 0                            | 0                  | 0                                    |
|       | UKIP              | 0                      | 8,725 (4.6%)         | 0                   | 0                            | 0                  | 0                                    |
|       | Indépendant       | 1                      | 4,876 (2.6%)         | 0                   | 0                            | 1                  | +1                                   |
|       | Socialist labour  | 0                      | 3,694 (1.9%)         | 0                   | 0                            | 0                  | 0                                    |
|       | Welsh Christian   | 0                      | 2,498 (1.3%)         | 0                   | 0                            | 0                  | 0                                    |
|       | English Democrats | 0                      | 1,655 (0.9%)         | 0                   | 0                            | 0                  | 0                                    |
|       | Communist         | 0                      | 979 (0.5%)           | 0                   | 0                            | 0                  | 0                                    |
|       | Christian Peoples | 0                      | 489 (0.3%)           | 0                   | 0                            | 0                  | 0                                    |

Le 8 décembre 2009, le député Plaid Cymru de South Wales East a fait défection devant le Parti conservateur, donnant à Plaid un AM, et les conservateurs trois.

## Assemblée galloise élection des membres supplémentaires 2003
| Parti | Parti             | Sièges circonscription | Liste Votes (vote %) | D'Hondt Entitlement | Membres supplémentaires élus | Total Membres Élus | Déviation depuis D'Hondt Entitlement |
| ----- | ----------------- | ---------------------- | -------------------- | ------------------- | ---------------------------- | ------------------ | ------------------------------------ |
|       | Labour            | 7                      | 76,522 (45.08%)      | 7                   | 0                            | 7                  | 0                                    |
|       | Conservateur      | 1                      | 34,231 (20.17%)      | 3                   | 2                            | 3                  | 0                                    |
|       | Plaid Cymru       | 0                      | 21,384 (12.60%)      | 1                   | 1                            | 1                  | 0                                    |
|       | Liberal Democrats | 0                      | 17,661 (10.41%)      | 1                   | 1                            | 1                  | 0                                    |
|       | UKIP              | 0                      | 5,949 (3.50%)        | 0                   | 0                            | 0                  | 0                                    |
|       | Green             | 0                      | 5,291 (3.12%)        | 0                   | 0                            | 0                  | 0                                    |
|       | Socialist labour  | 0                      | 3,695 (2.18%)        | 0                   | 0                            | 0                  | 0                                    |
|       | BNP               | 0                      | 3,210 (1.89%)        | 0                   | 0                            | 0                  | 0                                    |
|       | Cymru Annibynnol  | 0                      | 1,226 (0.72%)        | 0                   | 0                            | 0                  | 0                                    |
|       | ProLife Alliance  | 0                      | 562 (0.33%)          | 0                   | 0                            | 0                  | 0                                    |

## Assemblée galloise élection des membres supplémentaires 1999
| Parti | Parti              | Sièges circonscription | Liste Votes (vote %) | D'Hondt Entitlement | Membres supplémentaires élus | Total Membres Élus | Déviation depuis D'Hondt Entitlement |
| ----- | ------------------ | ---------------------- | -------------------- | ------------------- | ---------------------------- | ------------------ | ------------------------------------ |
|       | Labour             | 6                      | 83,953 (41.45%)      | 6                   | 0                            | 6                  | 0                                    |
|       | Plaid Cymru        | 1                      | 49,139 (24.26%)      | 3                   | 2                            | 3                  | 0                                    |
|       | Conservateur       | 1                      | 33,947 (16.76%)      | 2                   | 1                            | 2                  | 0                                    |
|       | Liberal Democrats  | 0                      | 24,757 (12.22%)      | 1                   | 1                            | 1                  | 0                                    |
|       | Socialist labour   | 0                      | 4,879 (2.41%)        | 0                   | 0                            | 0                  | 0                                    |
|       | Green              | 0                      | 4,055 (2.00%)        | 0                   | 0                            | 0                  | 0                                    |
|       | Socialist Alliance | 0                      | 903 (0.45%)          | 0                   | 0                            | 0                  | 0                                    |
|       | Natural Law        | 0                      | 898 (0.44%)          | 0                   | 0                            | 0                  | 0                                    |